# Anepsion roeweri
Anepsion roeweri är en spindelart som beskrevs av Pater Chrysanthus 1961. Anepsion roeweri ingår i släktet Anepsion och familjen hjulspindlar. Inga underarter finns listade i Catalogue of Life.